# Комарова Лариса Олексіївна
Лариса Олексіївна Комарова (нар. 31 березня 1964 року) — український учений, громадський діяч, Лауреатка державної премії в галузі науки і техніки України (2015), доктор технічних наук за спеціальністю 05.12.02 – Телекомунікаційні системи та мережі.  Дисертацію на тему «Методи управління інформаційно-комунікаційними кластерами в кризових ситуаціях» захищено «10» жовтня 2015 року у спеціалізованій вченій раді Д 26.062.17 Національного авіаційного університету за спеціальністю 05.12.02 – «Телекомунікаційні системи та мережі», отримано диплом ДД № 00458980, кандидат фізико-математичних наук  за спеціальністю 01.04.07 - фізика твердого тіла. Дисертацію на тему «Хіральна анізотропія коливальних мод вуглецевих та нітрідборних нанотрубок» захищено «08» листопада 2007 року у спеціалізованій вченій раді Д.26.168.02 Інституту металофізики імені Г.В. Курдюмова НАН України  за спеціальністю  20.02.14– «Фізика твердого тіла», отримано диплом ДК № 043208., старший науковий співробітник зі спеціальності «Озброєння і військова техніка» № 255  присвоєно у 2013 році (АС №000974 від 10.10.2013 р.), вчене звання професор  кафедри систем електронних комунікацій ( 30 листопада 2021року АП №003498). Керівник ГО «Лейпцизький дім», директор департаменту взаємодії з органами державної влади та міського самоврядування ГО «Рада національних спільнот України», директор інституту інформаційної безпеки та стратегічних коммунікацій Національної академії служби безпеки України (2019-2022),проректор Державного університету телекомунікацій з післядипломної освіти, заочного та дистанційного навчання, міжнародних зв'язків та науково-педагогічної роботи з іноземними студентами (2013—2018), проректор Київського національного університету імені Тараса Шевченка  (2004—2008).
```
Закінчила Державний Московський педагогічний університет, фізико-математичний факультет за спеціальністю «Фізика» у 1987 році;  Київський Національний економічний університет за спеціальністю «Фінанси» у 2001році; Державний університет телекомунікацій, Навчально-науковий  інститут захисту інформації за  спеціальністю «безпека інформаційних і комунікаційних систем» у 2015році. Сертифіковані курси «International Bank for Reconstruction and Development» (The World Bank) Міжнародного  Банку реконструкції та розвитку (МБРР)  та Міжнародної  асоціаціації розвитку (МАР)¬- Світового банку, Вашингтон, округ Колумбія, США (2008 р.) Сертифіковані курси за технологіями Нewlett Packard (Connected Devices. Networrs. Servers and Storage. Cloud) (2016). Сертифіковані курси за технологіями «Програми навчання, семінари, конференції провідних виробників інформаційно-комунікаційного обладнання, всесвітні телекомунікаційні виставки  CEBIT, Mobile World). Сертифіковані курси ITU за технологіями кібернетичної безпеки (2015, 2016) «Комплексні аспекти кібербезпеки в інфокомунікаціях».Пройшла курси підвищення кваліфікації у 2019 році стажування у міжнародній кредитній мобільності в рамках програми «ЕРАЗМУС+» у вищій Школі Телекомунікацій Німецького Телеком (FH), на факультеті інформаційно-комунікаційних технологій у 2020 році пройшла стажування HfTL м. Лейпциг, Німеччина по програмі «Organisation des Bildugsprozesses an den Universitäten der  Europäischule Union am Beispiel der Hochschule für Telekommunikation Leipzig». У 2021 пройшла стажування у міжнародній кредитній мобільності в рамках програми « ЕРАЗМУС+Staff Mobility for Training at Deutsche Telecom Hochschule für Telekommunikation, Leipzig (FH)» у вищій Школі Телекомунікацій Німецького Телеком (FH), на факультеті інформаційно-комунікаційних технологій. 
```

Нагороджена відзнакою  Президії Національної Академії наук України за професійні здобутки  постановою від 18.12.2019 р. Посвідчення №956.  Цінним подарунком Голови Верховної Ради України. Відзнакою Міністра Оборони України – медаль «За сприяння Збройним силам України»,  Подяка Міського Київського голови (2018), Медаллю «За жертовність і любов до України» Української православної Церкви Київського Патріархату (2018), Грамотою Верховної Ради України (2021)

## Наукова діяльність
Кандидат фізико-математичних наук з 2007 року. Дисертацію на тему «Хіральна анізотропія коливальних мод вуглецевих та нітрідборних нанотрубок» захищено у спеціалізованій вченій раді Інститут металофізики імені Г. В. Курдюмова НАН України за спеціальністю  01.04.07 — «Фізика твердого тіла».
Доктор  технічних наук з 2015 року. Дисертацію на тему «Методи управління інформаційно-комунікаційними кластерами в кризових ситуаціях» захищено у 2015 році у спеціалізованій вченій раді Д 26.062.17 у Національному авіаційному університеті за спеціальністю  05.12.02 — «Телекомунікаційні системи та мережі».
Здобула Державну премії в галузі науки і техніки України 2015 року за роботу «Моніторинг об'єктів в умовах апріорної невизначеності джерел інформації» разом з Юрієм Бобалом, Володимиром Максимовичем, Богданом Стрихалюком та іншими.
Має 102 публікації, з них 102 наукового та 5 навчально-методичного характеру, у тому числі 98 наукових праць, опубліковані у вітчизняних і       міжнародних рецензованих фахових виданнях, 5 монографій (у тому числі 3 колективних, 2 одноосібні), 9 наукових праць у періодичних виданнях, включених до наукометричних баз Scopus та Web of Science. 
L.Komarova, Tolubko, V.,Berkman, 2015 2nd International Scientific-Practical Conference Problems of Infocommunications Science and Technology, PIC S and T 2015 - Conference Proceedings ,pp.63   (Індексація в періодичному виданні Scopus)
Komarova L. Сreation of нighly еfficient сonverged іnfocommunication networks of the fifth generation (5G) / L. Komarova, V. Tolubko, L. Berkman // Modern problem of radio engeneering, telecommunications and computer science: proceeding XIIth International conference ТСSET′2014, (February 25 – March 1, 2014, Lviv-Slavske, Ukraine) – 2014 - Lviv: Lviv Polytechnic Publish house - P.40-44.
 Komarova L.O., Lienkov, S.,Myasische Creation of a Rotor-Type UAV with Flight Controllers, Based On a ATmega2560 and STM32f405 Microprocessors // International Journal of Emerging Trends in Engineering Research 2020 | journal-article EID: 2-s2.0-85090621616 Part f ISBN: 23473983 pp.4703  (Науковий журнал включено до міжнародної наукометричної бази даних «Scopus»);
Komarova L.O. Lienkov, S., Myasischev, A., Banzak, O. Construction of an aircraft-type uav for flight along a given trajectory in the automatic mode// International Journal of Emerging Trends in Engineering Research 8 (9), pp. 6145/ 2020 (Науковий журнал включено до міжнародної наукометричної бази даних «Scopus»);
Komarova L.O, Lienkov, S., Bernaz, , Information technologies for manag ing of the plants’ condition on the example of photosynthesis’ online monitoring // International Journal of Advanced Trends in Computer Science and Engineering 9 (4) , pp.6370/ 2020/ (Науковий журнал включено до міжнародної наукометричної бази даних «Scopus»);
Komarova L.O Lienkov, S.,  Tolok, I. 2019 IEEE 5th International Conference Actual Problems of Unmanned Aerial Vehicles Developments (APUAVD) 22-24 Oct. 2019 INSPEC Accession Number: 19244515 ,pp.252 Publisher: IEEE
(Науковий журнал включено до міжнародної наукометричної бази даних «Scopus»);
 Komarova L.O., V. G. Saiko, V. S. Nakonechnyi, S. Quality Assurance of Data Transmission in Queuing Networks// International Journal of Engineering and Advanced Technology (IJEAT) ISSN: 2249 – 8958, Volume-9 Issue-2, December, 2019 Р.4019-4024  (Індексація в періодичному виданні Scopus)
 2019 IEEE 5th International Conference Actual Problems of Unmanned Aerial Vehicles Developments (APUAVD) 22-24 Oct. 2019 INSPEC Accession Number: 19244515;
Комарова Л.О. Моніторинг об’єктів в умовах апріорної невизначеності джерел інформації: монографія / [Бобало Ю.Я., Даник Ю. Г., Комарова Л.О., Лук’янов О.О., Максимович В.М., Писарчук О.О., Ріппенбейн В.В., Смук Р.Т., Стогній В.С., Сторонський Ю.Б., Стрихалюк Б.М.] – Львів: Видавництво Української академії друкарства, 2015. – 360 c. 
Комарова Л.О. Системи локального та глобального динамічного моніторингу параметрів навколишнього середовища реального часу: монографія Бобало Ю.Я., Даник Ю. Г., Климаш М.М., Комарова Л.О., Лук'янов О.О., Смук Р.Т., Стогній В.С., Стрихалюк Б.М.] – Львів: Видавництво Української академії друкарства, 2013. – 452 c. 
Комарова Л.О. Енергетичні спектри коливальних збуджень у нанотрубках різної хімічної будови/ Комарова Л.О. // Монографія – К. : ВІКНУ, 2011. –463 с.
Komarova L. Radiation Damage and Raman Vibrational Modes of Single-walled Carbon Nanotubes  /U. RitterV. Gubanov, L. Komarova // Chemical Physics Letters. — 2007. — No.5. — P. 1016—1024 
Komarova L. Damage to multi-walled carbon nanotubes and their raman vibrational modes / L. Komarova, U. Ritter, P. Scharff, C. Siegmund // Carbon. – 2006. – Vol. 44. – P. 2694-2700
Komarova L. Dispersion of  elementary excitations in carbon nanotubes, graphene sheets and the graphite crystals / L. Komarova, V. Gubanov //  E-MRS IUMRS ICEM 2006. – Spring Meeting. – Vol. 32. – P. 1224-1229
Larysa Komarova, Ihor Pampukha, Genadiy Zhyrov, Ivan Chetverikov, Serhey Lienkov, Description and Application of Network And Terminal Security Device Based on the Block Algorithm of Cryptographic Transformation of Information Using Random Keys, 2021 IEEE 3rd International Conference on Advanced Trends in Information Theory (ATIT), Page(s):187 – 190
Комарова Л.О., Чолишкін О.Г.,  Яременко Д.М. Розпізнавання облич на потоковому відеорязряді за допомогою бібліотеки OpenCV / Information  Technology and  Society  / [chief  editor  Oleksandr Popov].  –  Kyiv: Interregional  Academy  of Personnel   Management, 2022. – Issue 2 (2022). – 62 p. 
Пат. 150688 Україна, МПК НО4Н 20/71 (2008.01). Спосіб просторово-часового блокового кодування для багатоантенних систем: Пат. 150688 Україна, МПК НО4Н 20/71/ В.Д. Бабіч, Л.О. Комарова (Україна). – № u 2021 06454; Заявл. 15.11.2021; Опубл. 09.03,2022 Бюлетень № 10. – 10 с.
Національний орган інтелектуальної власності державне підприємство "Український інститут інтелектуальної власності". Висновок про державну реєстрацію корисної моделі " Спосіб просторово - часового блокового кодування для багатоантенних систем за результатами формальної експертизи" Реєстраційний номер заявки u 2022 00713, від 17.02.2022 

## Нагороди
Нагороджена Цінним подарунком Голови Верховної Ради України (2014), Відзнакою Міністра Оборони України — медаль «За сприяння Збройним силам України», наказ Міністра оборони України від 14.05.2012 № 374 ; Подякою Міського Київського голови (2018); Медаллю « За жертовність і любов до України» Української православної Церкви Київського Патріархату (2018); відзнакою НАН України за професійні здобутки (постанова від 18 грудня 2019 року). Посвідчення № 956; Грамотою міністра культури, молоді та спорту України (2019 року) та інш.[джерело?]